# لویی گارل
لویی گارل (فرانسوی: Louis Garrel‎؛ زادهٔ ۱۴ ژوئن ۱۹۸۳) هنرپیشه اهل فرانسه است. وی از سال ۱۹۸۹ میلادی تاکنون مشغول فعالیت بوده‌است.
از فیلم‌هایی که وی در آن نقش داشته‌است، می‌توان به رؤیابین‌ها، داستان همسرم، ژان دو باری و شخص زیبا اشاره کرد. خواهر وی استر گارل و پدر بزرگش موریس گارل بازیگران سینما هستند. پدربزرگ مادری او از نژاد یهودی سفاردی بود.